# Discografia lui Édith Piaf
Édith Piaf a fost una dintre cele mai cunoscute cântărețe din Franța.

### Polyrom
| An      | Număr catalog | Cântece                                                                      | Casa de discuri | Acompaniamentul | Note    |
| ------- | ------------- | ---------------------------------------------------------------------------- | --------------- | --------------- | ------- |
| 1936    | 524.157       | Les Mômes De La Cloche L'Etranger                                            |                 |                 |         |
| 1936    | 524.158       | Mon Apero La java de cezigue                                                 |                 |                 |         |
| 1936    | 524.185       | Va danser La Julie Jolie                                                     |                 |                 |         |
| 1936    | 524.186       | Fais-moi valser Quand Meme                                                   |                 |                 |         |
| 1936    | 524.203       | Mon amant de la Coloniale Les deux ménétriers (galop macabre)                |                 |                 |         |
| 1937    | 524.299       | Mon Légionnaire (Nouvelle Version) Le Fanion De La Légion (Nouvelle Version) |                 |                 |         |
| 1937    | 524.300       | Le contrebandier Ne m'ecris pas                                              |                 |                 |         |
| 1937    | 524.323       | Entre saint- quen et billancourt Correqu' et reguyer                         |                 |                 |         |
| 1937    | 524.324       | Dans un bouge du viex port Mon couer est au coin de la rue                   |                 |                 |         |
| 1937    | 524.355       | Paris meditererranee Un jeune homme chantait                                 |                 |                 |         |
| 1937    | 524.356       | Browning C'est toi le plus fort                                              |                 |                 |         |
| 1937    | 524.392       | Le mauvais matelot Partance                                                  |                 |                 |         |
| 1937    | 524.414       | Madeleine qu'avait du couer Les marins ca fait des voyage                    |                 |                 |         |
| 1937    | 560.043       | Mon Légionnaire (Nouvelle Version) Le Fanion De La Légion (Nouvelle Version) |                 |                 |         |
|         |               |                                                                              |                 |                 |         |
|         |               |                                                                              |                 |                 |         |
|         |               |                                                                              |                 |                 |         |
|         |               |                                                                              |                 |                 |         |
|         |               |                                                                              |                 |                 |         |
|         |               |                                                                              |                 |                 |         |
|         |               |                                                                              |                 |                 |         |
|         |               |                                                                              |                 |                 |         |
|         |               |                                                                              |                 |                 |         |
|         |               |                                                                              |                 |                 |         |
| Exemplu | Exemplu       | Exemplu                                                                      | Exemplu         | Exemplu         | Exemplu |
| Exemplu | Exemplu       | Exemplu                                                                      | Exemplu         | Exemplu         | Exemplu |
| Exemplu | Exemplu       | Exemplu                                                                      | Exemplu         | Exemplu         | Exemplu |
| Exemplu | Exemplu       | Exemplu                                                                      | Exemplu         | Exemplu         | Exemplu |
| Exemplu | Exemplu       | Exemplu                                                                      | Exemplu         | Exemplu         | Exemplu |
| Exemplu | Exemplu       | Exemplu                                                                      | Exemplu         | Exemplu         | Exemplu |
| Exemplu | Exemplu       | Exemplu                                                                      | Exemplu         | Exemplu         | Exemplu |
| Exemplu | Exemplu       | Exemplu                                                                      | Exemplu         | Exemplu         | Exemplu |
| Exemplu | Exemplu       | Exemplu                                                                      | Exemplu         | Exemplu         | Exemplu |
| Exemplu | Exemplu       | Exemplu                                                                      | Exemplu         | Exemplu         | Exemplu |
| Exemplu | Exemplu       | Exemplu                                                                      | Exemplu         | Exemplu         | Exemplu |
| Exemplu | Exemplu       | Exemplu                                                                      | Exemplu         | Exemplu         | Exemplu |
| Exemplu | Exemplu       | Exemplu                                                                      | Exemplu         | Exemplu         | Exemplu |
| Exemplu | Exemplu       | Exemplu                                                                      | Exemplu         | Exemplu         | Exemplu |
| Exemplu | Exemplu       | Exemplu                                                                      | Exemplu         | Exemplu         | Exemplu |
| Exemplu | Exemplu       | Exemplu                                                                      | Exemplu         | Exemplu         | Exemplu |
| Exemplu | Exemplu       | Exemplu                                                                      | Exemplu         | Exemplu         | Exemplu |
| Exemplu | Exemplu       | Exemplu                                                                      | Exemplu         | Exemplu         | Exemplu |
| Exemplu | Exemplu       | Exemplu                                                                      | Exemplu         | Exemplu         | Exemplu |
| Exemplu | Exemplu       | Exemplu                                                                      | Exemplu         | Exemplu         | Exemplu |
| Exemplu | Exemplu       | Exemplu                                                                      | Exemplu         | Exemplu         | Exemplu |
| Exemplu | Exemplu       | Exemplu                                                                      | Exemplu         | Exemplu         | Exemplu |
| Exemplu | Exemplu       | Exemplu                                                                      | Exemplu         | Exemplu         | Exemplu |
| Exemplu | Exemplu       | Exemplu                                                                      | Exemplu         | Exemplu         | Exemplu |
| Exemplu | Exemplu       | Exemplu                                                                      | Exemplu         | Exemplu         | Exemplu |
| Exemplu | Exemplu       | Exemplu                                                                      | Exemplu         | Exemplu         | Exemplu |